# جسر بوسايدنغ
جسر بوسايدنغ (بالصينية: 波司登大桥 ؛ بالإنجليزية: Bosideng Bridge) هو جسر قوسي يعبر نهر يانغتزي في سيشوان، الصين، ويحمل طريق G93 الدائري السريع. تم افتتاحه في عام 2012.
يُعتبر هذا الجسر ثالث أطول جسر قوسي في العالم، بعد كل من جسر كاوتيانمن و جسر لبو اللذان يقعان في الصين أيضًا، حيث يبلغ طوله الإجمالي 841 متر، بينما تبلغ المسافة الحرة فيه حوالي 530 متر. ويرتفع عن سطح النهر بحوالي 32 متر.

## الإنشاء
تم بناء جسر بوسايدنغ القوسي من أنابيب فولاذية. ويعتبر هذا الجسر، الأطول في العالم بهذا التصميم الإنشائي. وقد تم تصميم برج الجسر من الفولاذ المليء بالخرسانة، حيث يبلغ ارتفاعه حوالي 148 متر بعرض 32 متر، ولتتحمل 1700 طن من الأحمال.

## وصلات خارجية
- تقنيات في بناء جسر بوسايدنغ نسخة محفوظة 1 مارس 2014 على موقع واي باك مشين.
- نبذة عن جسر بوسايدنغ
- أطول الجسور القوسية في العالم
- الجسور القوسية الصينية
- صورة فضائية لموقع الجسر